# Charpentierella
Charpentierella is een geslacht van rechtvleugeligen uit de familie veldsprinkhanen (Acrididae). De wetenschappelijke naam van dit geslacht is voor het eerst geldig gepubliceerd in 1994 door Key.

## Soorten
Het geslacht Charpentierella  is monotypisch en omvat slechts de volgende soort:
- Charpentierella rhodoptilus (Charpentier, 1844)